# (7522) 1991 AJ
(7522) 1991 AJ est un objet de la ceinture principale extérieure de 13,794 km de diamètre découvert en 1991.

## Description
(7522) 1991 AJ a été découvert le 9 janvier 1991 à Yorii au Japon par Masaru Arai et Hiroshi Mori.

### Caractéristiques orbitales
L'orbite de cet astéroïde est caractérisée par un demi-grand axe de 3,20 UA, un périhélie de 2,65 UA, une excentricité de 0,17 et une inclinaison de 10,36° par rapport à l'écliptique. Du fait de ces caractéristiques, à savoir un demi-grand axe entre 3,2 et 4,6 UA, il est classé, selon la JPL Small-Body Database, comme objet de la ceinture principale extérieure.

### Caractéristiques physiques
(7522) 1991 AJ a une magnitude absolue (H) de 12,6 et un albédo estimé à 0,107, ce qui permet de calculer un diamètre de 13,794 km.Ces résultats ont été obtenus grâce aux observations du Wide-field Infrared Survey Explorer (WISE), un télescope spatial américain mis en orbite en 2009 et observant l'ensemble du ciel dans l'infrarouge, et publiés en 2015 dans un article présentant les résultats concernant 7 956 astéroïdes.